# Balthasar Philipp Rosenmeyer

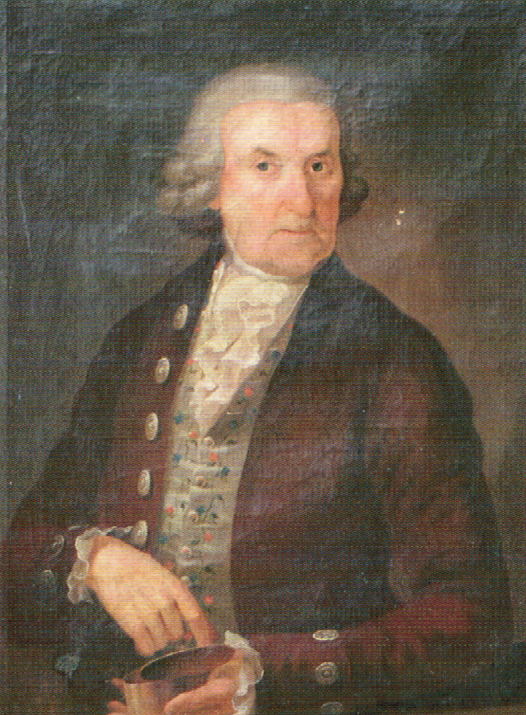
Porträt von Balthasar Ph. Rosenmeyer, um 1780

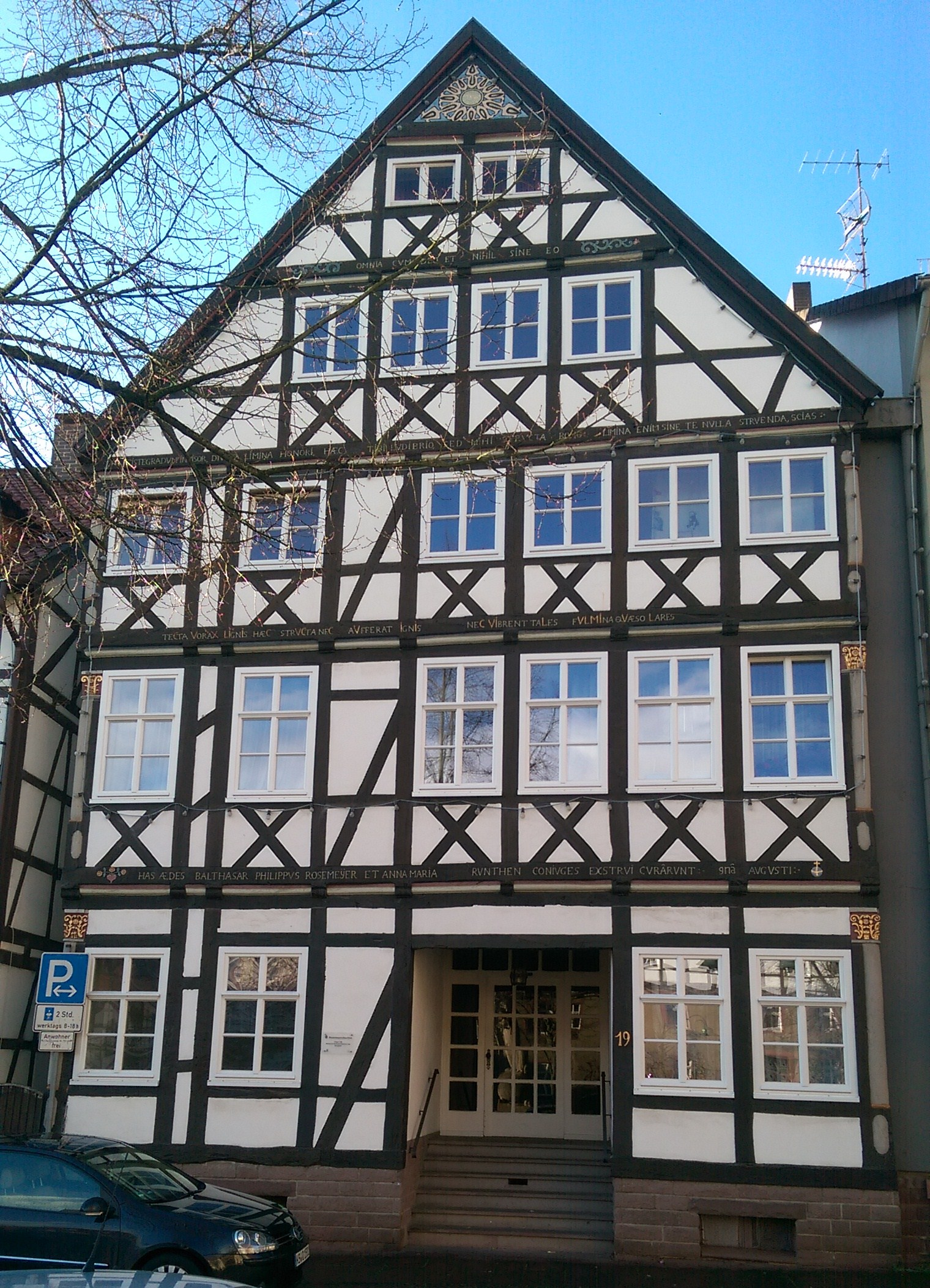
1975 rekonstruierte Fassade des Hauses Rosenmeyer Am Markt 19 in Warburg

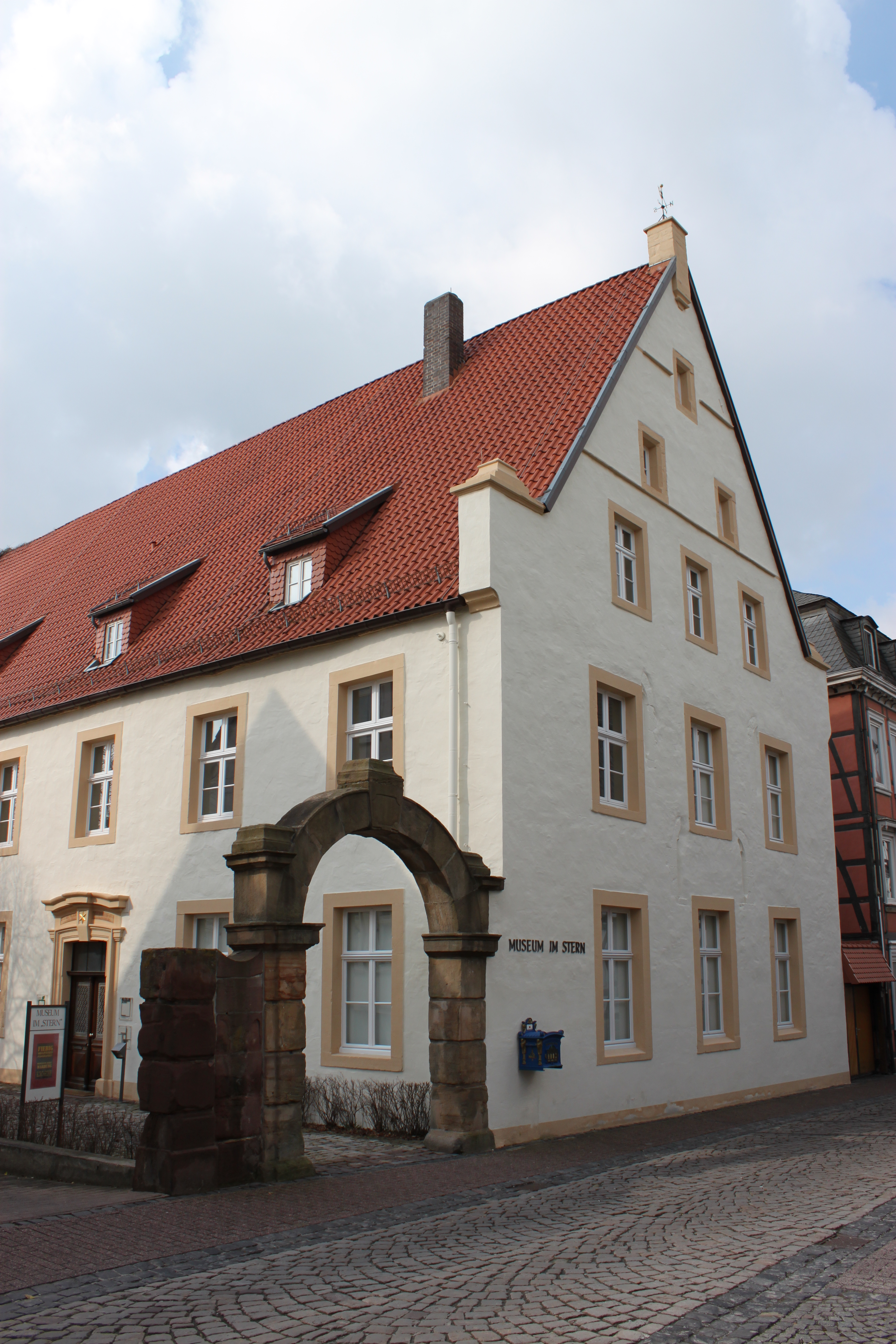
Das Haus Stern, Sternstraße 35, Sitz der Familie Rosenmeyer und Nachfahren 1787–1920

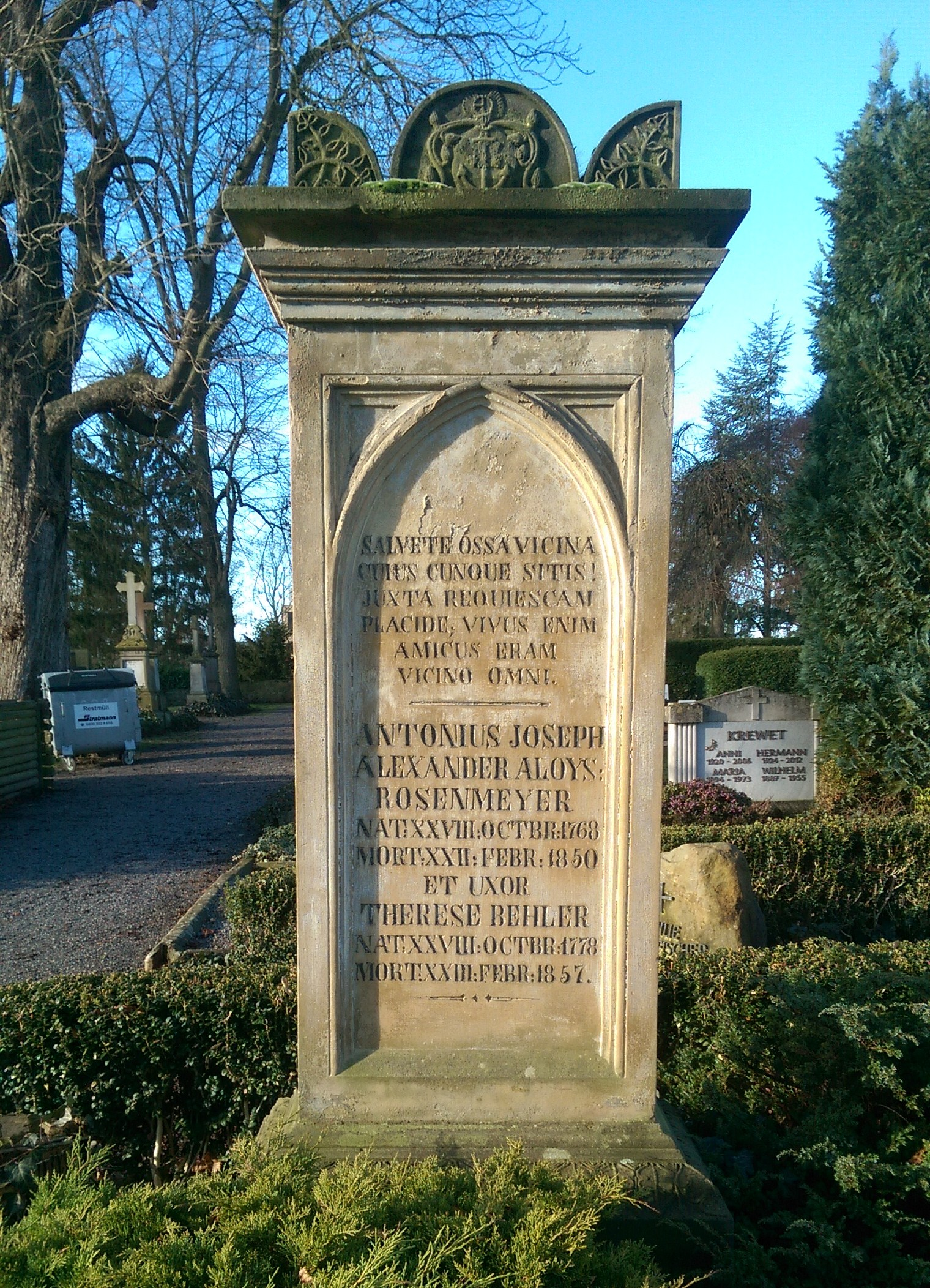
Grabmal des Sohnes Antonius Joseph Rosenmeyer (1768–1850)

Balthasar Philipp Rosenmeyer (* 11. Mai 1714 in Brakel; † 7. August 1800 in Warburg) war ein deutscher Kaufmann und Kommunalpolitiker in Warburg.

## Leben
Die Familie Rosenmeyer wurde bereits 1644 im Hochstift Minden erwähnt. Balthasar Philipps Großvater Burchard Rosenmeyer, geboren in Vössen bei Holtrup an der Weser im damaligen Hochstift Minden, war Mitte des 18. Jahrhunderts nach Brakel gezogen und dort 1764 Ratsherr und Bürgermeister geworden. Er war verheiratet mit Kiliane Hatteisen. Deren gemeinsamer Sohn Franz Theodor Rosenmeyer († 1730), Amtmann in Brakel hatte 1699 Maria Agnes Elisabeth Meyer († 1739) geheiratet. Sie hatten zwei Kinder: Marianne († 1789) und Balthasar Philipp, die in Brakel aufwuchsen.
Balthasar Philipp wurde Kaufmann und zog um 1740 nach Warburg. Dort heiratete er im gleichen Jahr die aus einer alteingesessenen Warburger Familie Koch stammende Witwe Anna Maria Runthen. Das Paar erwarb das Aleman’sche Haus an der Westseite des Altstädter Marktplatzes, heute die Nr. 19, ließ es abbrechen und 1746 durch einen stattlichen dreigeschossigen Neubau ersetzen. In die Schwellbalken ließ er folgende Inschrift mit Chronogramm schnitzen:
OMNIA CVM DEO ET NIHIL SINE EO
SISTE GRADVM INVISOR, DIVINO LIMINA HONORI,
HAEC TIBI LVDIBRIO SED MIHI STRVCTA BONO:
LIMINA ENIM SINE TE NVLLA STRVENDA, SCIAS.:
TECTA VORAX LIGNIS HAEC STRVCTA NEC AVFFERAT IGNIS
NEC VIBRENT TALES FVLMINA QVAESO LARES
HAS AEDES BALTHASAR PHILIPPVS ROSEMEYER ET ANNA MARIA RVNTHEN CONIVGES EXSTRVI CVRAVERVNT. 9nâ AVGVSTI
Übersetzung:
Alles mit Gott und nichts ohne ihn
Halte den Schritt, Besucher und leuchte der göttlichen Ehre,
Dieses ist Dir zum Vergnügen und mir zum Guten gebaut:
Denn Du sollst wissen, dass ohne Erleuchtung nichts gebaut werden kann,
Bedeckt mit Holz möge dieses Gebäude weder dem gefräßigen Feuer zum Raub fallen
Noch sollst Du es bitte mit tobenden Gewittern wegspülen.
Für den Bau dieses Hauses haben die Eheleute Balthasar Philippus Rosenmeyer und Anna Maria Runthen Im August (1746) gesorgt.
In Warburg betrieb die Familie einen offenbar erfolgreichen Wein- und Gewürzhandel. Zudem betätigte Balthasar Philipp sich auch kommunalpolitisch. 1747 war er Deputatus im damals noch eigenständigen Rat der Warburger Altstadt, 1748/49 Schatz-Collector, 1750–1752 Camerarius und – mit Unterbrechungen – 1753–1786 schließlich Bürgermeister der Altstadt.
Aus der Ehe mit Anna Maria Runthen stammten zwei Töchter. 1763 heiratete er erneut. Mit Maria Anna Clara Margarethe Spancken bekam er acht Söhne, von denen sieben das Erwachsenenalter erreichten, darunter Ignaz Rosenmeyer (1764–1830), Philipp Rosenmeyer (* 1766), Antonius Joseph Rosenmeyer (1768–1850) und Ferdinand Rosenmeyer (* 1771).
1787 erwarb Balthasar Philipp vom Kloster Wormeln, das durch den Siebenjährigen Krieg in finanzielle Schwierigkeiten gekommen war und dem seit 1783 seine Nichte Humbelina Rosenmeyer als Äbtissin vorstand, das Haus Stern, einen ehemaligen Adelshof in der Warburger Neustadt. Die Familie Rosenmeyer zog in die Neustadt und nutzte das herrschaftliche Haus als Alterssitz. 1804 erwarb Balthasar Philips Sohn Antonius Joseph den benachbarten Mönchehof, ehemalige Warburger Niederlassung des 1803 säkularisierten Klosters Hardehausen.
Balthasar Philipps Frau Maria Anna überlebte ihren Mann fast 30 Jahre. Sie vermachte das Haus Stern nebst dem angrenzenden Stern-Garten, dem Großmutter-Garten und einigen weiteren Grundstücken ihren ältesten Söhnen als Haupterben, wobei Ignaz das Obergeschoss und Antonius Joseph das Erdgeschoss bekommen sollte.